# Giovanni Lombardo Radice
Giovanni Lombardo Radice (* 23. September 1954 in Rom; † 27. April 2023 ebenda) war ein italienischer Filmschauspieler und Drehbuchautor. Er war bekannt für seine Arbeiten im Horror-Genre, auch hatte er eine poetische Seite mit einer Vielzahl von Theaterinszenierungen klassischer Stücke und Opern.

## Leben
Radice, der oft sein Pseudonym „John Morghen“ verwendete, stand in den 1980er Jahren hauptsächlich in Horrorfilmen vor der Kamera. In den 1990er und 2000er Jahren jedoch trat er vermehrt als Charakterdarsteller in Erscheinung. 2011 stand er als Allmächtiger neben den Horrorfilmikonen Doug Bradley, Emily Booth und Rutger Hauer im britischen Horrorfilm The Reverend vor der Kamera. Er spielte im gleichen Jahr neben Bill Moseley und Doug Bradley in Matthan Harris Horror-Thriller The Infliction. Sein Schaffen für Film und Fernsehen umfasst mehr als 50 Produktionen. Gelegentlich trat er auch als Drehbuchautor in Erscheinung, wobei er in erster Linie in den 1990er und 2000er Jahren an Fernsehserien beteiligt war. 
Giovannis Vater war der Mathematiker und Kommunist Lucio Lombardo Radice.

## Filmografie (Auswahl)
- 1980: Asphaltkannibalen (Apocalypse domani)
- 1980: Ein Zombie hing am Glockenseil (Paura nella città dei morti viventi)
- 1980: Der Schlitzer (La casa sperduta nel parco)
- 1981: Die Rache der Kannibalen (Cannibal Ferox)
- 1984: Giant Killer (Impatto mortale)
- 1984: Projekt Atlantis (Projetto Atlantide) (Fernseh-Miniserie)
- 1985: Capitano Maffei – Kunstdiebstähle: Der Kelch aus Murano (Caccia al ladro d'autore: Il calice di Murano) (Fernsehreihe, 1 Folge)
- 1985: Big Deal – Diebe haben's schwer (I soliti ignoti vent’anni dopo)
- 1985: Der Richter vom Hausboot: Ein Toter zuviel (Quando arriva il giudice - Morto per morto) (Fernsehreihe, 1 Folge)
- 1987: Aquarius – Theater des Todes (Deliria)
- 1987: Elf Tage und elf Nächte (Undici giorni, undici notti)
- 1987: Off Balance (Un delitto poco commune)
- 1987: Der Schatz im All (L'isola del tesoro) (Fernseh-Miniserie)
- 1989: The Church (La Chiesa)
- 1991: The Sect (La setta)
- 1992: Body Puzzle
- 1998: Tristan und Isolde – Eine Liebe für die Ewigkeit (Il cuore e la spada) (Fernsehfilm)
- 1999: Der Kurier des Zaren (Michele Strogoff – il corriere dello zar) (Fernsehfilm)
- 2000: Die Bibel – Paulus (San Paolo) (Fernsehfilm)
- 2002: Gangs of New York
- 2002: Don Matteo
- 2006: Das Omen (The Omen)
- 2011: Das Blut der Priester (The Reverend)
- 2021: Baphomet